# Sergio Tuis
Sergio Tuis (né le 15 août 1935 à San Donà di Piave) est un dessinateur de bande dessinée, illustrateur et peintre italien principalement connu en France pour ses bandes dessinées de genre publiées dans des petits formats. 

## Biographie
Tuis étudie à l'École supérieure d'arts appliqués et d'industrie du Château des Sforza (it), à Milan. Il y apprend la peinture et la bande dessinée. En 1956, Tuis devient assistant de Roy D'Amy et travaille pour les marchés italiens, anglais et français en réalisant des bandes dessinées de genres très variés (western, guerre, médiéval, etc.). Il réalise également de nombreuses illustrations de couverture. Son dessin réaliste lui vaut d'être décrit par l'encyclopédiste américain Maurice Horn comme un des « principaux dessinateurs italiens ».
Après l'arrêt du Corriere dei ragazzi (it) en 1976, il se consacre principalement à la peinture figurative durant une dizaine d'années. Il revient cependant à la bande dessinée au milieu des années 1980 pour des raisons financières avec une adaptation d’Oz, un monde extraordinaire et des histoires pour Sergio Bonelli Editore, notamment des Martin Mystère. Il alterne depuis périodes de peinture et périodes de bande dessinée.

## Publications en français
- Sadko le prince-archer, dans Rodéo no 152-155, 1964.
- Guillaume Tell (dessin), avec Franco Frescura (scénario), dans Zembla no 17-59, 1964-68.
- Kirby Flint (dessin avec Antonio Canale), dans Pistes Sauvages no 1-20, 1972-73.
- Le Motard (Agente senza Nome) (dessin), avec Pier Carpi (scénario), dans Skaters no 1 et 7-14 (1978-9) puis En Piste no 10-27 (1980-4).